# Delta Amacuro
Delta Amacuro is een van de 23 deelstaten van Venezuela. De hoofdstad is Tucupita.
Delta Amacuro heeft een oppervlakte van 40.200 km² en telde in 2011 een bevolking van 165.525.

## Bestuurlijke indeling
Delta Amacuro telt vier gemeenten. Elk van deze gemeenten wordt door een ster vertegenwoordigd op de vlag van Delta Amacuro.
| Nr. | Gemeente     | Inwoners | Hoofdplaats    | Inwoners |
| --- | ------------ | -------- | -------------- | -------- |
| 1   | Antonio Díaz | 33.620   | Curiapo        | -        |
| 2   | Casacoima    | 34.461   | Sierra Imataca | 31.691   |
| 3   | Pedernales   | 7.862    | Pedernales     | 5.874    |
| 4   | Tucupita     | 130.532  | Tucupita       | 130.532  |

| Detailkaart |
| --- |
| Trinidad Guyana Guayana Esequiba Atlantische Oceaan Boca de la Serpiente Golf van Paria Bolívar Monagas Sucre Bolívar 1 2 3 4 |
| Gemeenten |